# Djahap II ben Sevada
Jahhaf II ibn Sawada (àrab: جحاف بن سوادة, Jaḥḥāf b. Sawāda) fou emir de la dinastia qaysita de Manazkert vers la meitat del segle ix. Era fill de l'emir Sevada al-Djahapi. Vers el 864 Djahap II que havia usurpat la ciutat califal de Dvin, va envair l'Arxarunik, possessió d'Asoci I el Gran d'Armènia però va patir una derrota completa, i com a conseqüència d'ella va perdre Dvin. Abans de Dajahp apareixen com emirs Ablhert i Ala al-Djahapi.